# Batismo por imersão

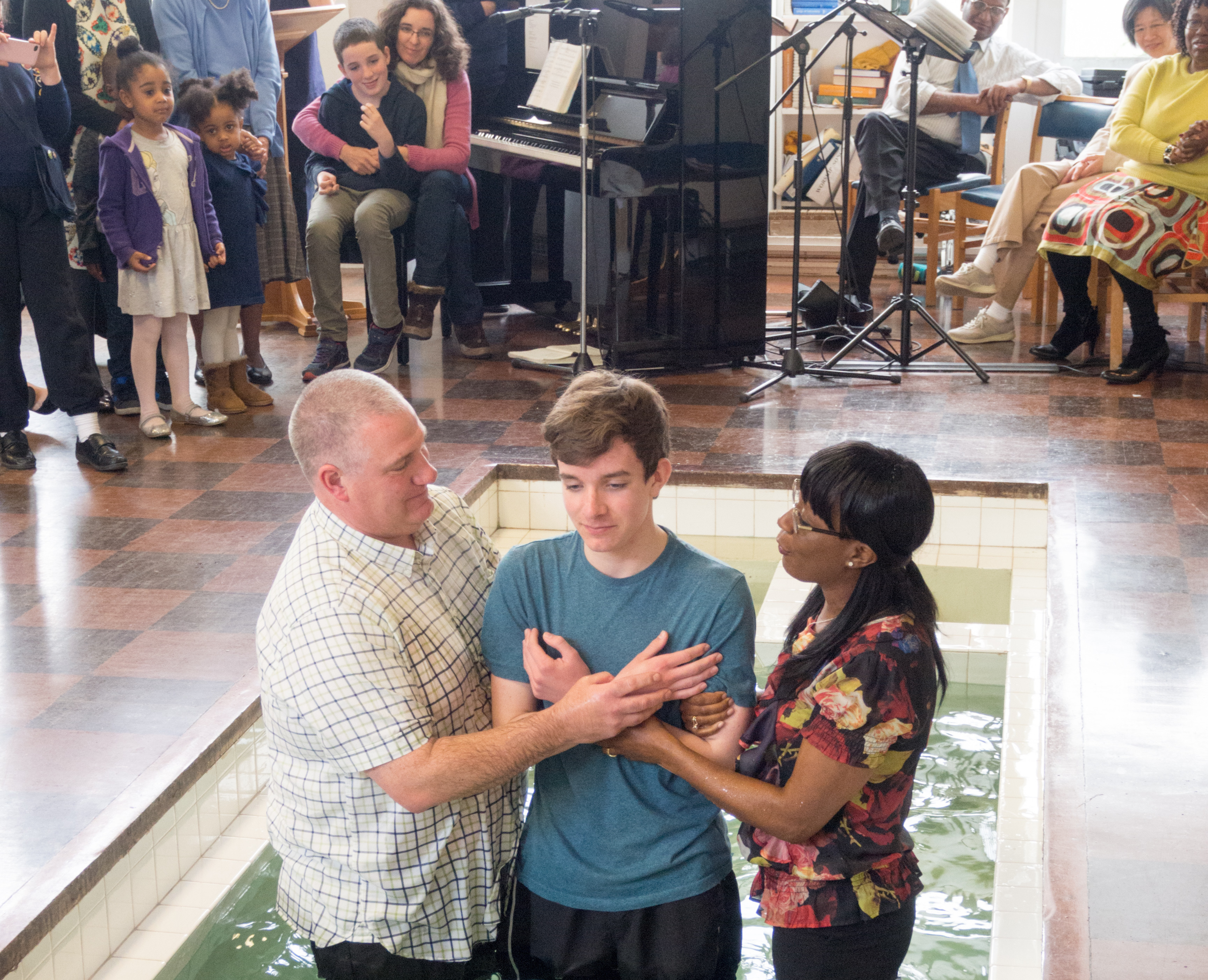
Batismo do crente por imersão na Northolt Park Baptist Church, na Grande Londres, União Batista da Grã-Bretanha, 2015

Batismo por imersão ou batismo por submersão (do latim: immersione; s.f., ato ou efeito de imergir; mergulho) é o modo de batismo caracterizada pela imersão em água. A forma é adotada por algumas tradições cristãs, incluindo os ortodoxos bizantinos, ortodoxos orientais, batistas, adventistas, anabatistas, pentecostais, e antes deles, os albigenses, cátaros e a própria Igreja Primitiva. É também a forma utilizada pela religião mórmon.

## Terminologia
Nada mais é que o étimo grego "βαπτο" (bapto), ao qual se acrescentou o sufixo “-ismós” para formar "βαπτισμα" (baptisma), inarredavelmente significa “imersão”, posto que exatamente esta é a etimologia do verbo “βαπτιζειν” (baptizein, "imergir"/"mergulhar"). Batizar, portanto, deve ser semanticamente compreendido como o ato de mergulhar um corpo dentro de outro corpo, no caso, um corpo líquido, a água. 

## Batistas
Os batistas insistem na presença de um significado teológico que se projeta para além da sepultura (morte) e da imersão em água. Argumentam que a morte de Jesus pouco significa, se isoladamente considerada. O que faz a morte de Jesus ser tão gloriosamente diferente é a sua ressurreição, e é exatamente esta a ideia que os batistas consideram claramente implícita no batismo (Colossenses 2:11–12). Insistem, além disso, que a ressurreição é o ponto basilar da fé cristã (I Coríntios 15:14) e que Cristo teria afirmado textualmente que ele mesmo era «a ressurreição e a vida» (João 11:25). Daí o necessário entendimento de que a submersão precisa ser completa, para que haja verdadeiro batismo, visto que o significado maior deste deve ser encontrado exatamente na retomada da vida após a morte com Jesus, representada pela emersão (Efésios 2:1–5 e Colossenses 2:13). Assim como a ressurreição reverte a morte, os batistas pretendem que a emersão revertendo a imersão identifica o converso, não somente com a morte, mas principalmente com ressurreição de Cristo (Romanos 6:3). Insistem, finalmente, que a segunda etapa (emersão/ressurreição) não tem como ocorrer, sem que antes a primeira tenha ocorrido (imersão/sepultamento).
Como paradigma dessa doutrina, os batistas acreditam que a descrição dos batismos narrados no Novo Testamento levam à irrefutável conclusão de que eles aconteceram sob a forma de batismo por imersão. Entre os exemplos que podem ser mencionados destaca-se principalmente o batismo a que o próprio Jesus pessoalmente se submeteu. (Mateus 3:16; Marcos 1:9–10; Atos 8:36–39). A expressão  "sair da água", encontrada em todas estas três referências, portanto, não deixaria a menor sombra de dúvida de que Jesus realmente teria sido batizado por imersão. Idêntico raciocínio julgam ser implicitamente aplicável ao batismo do etíope por Filipe (Atos 8:39)

## Reivindicação bíblica

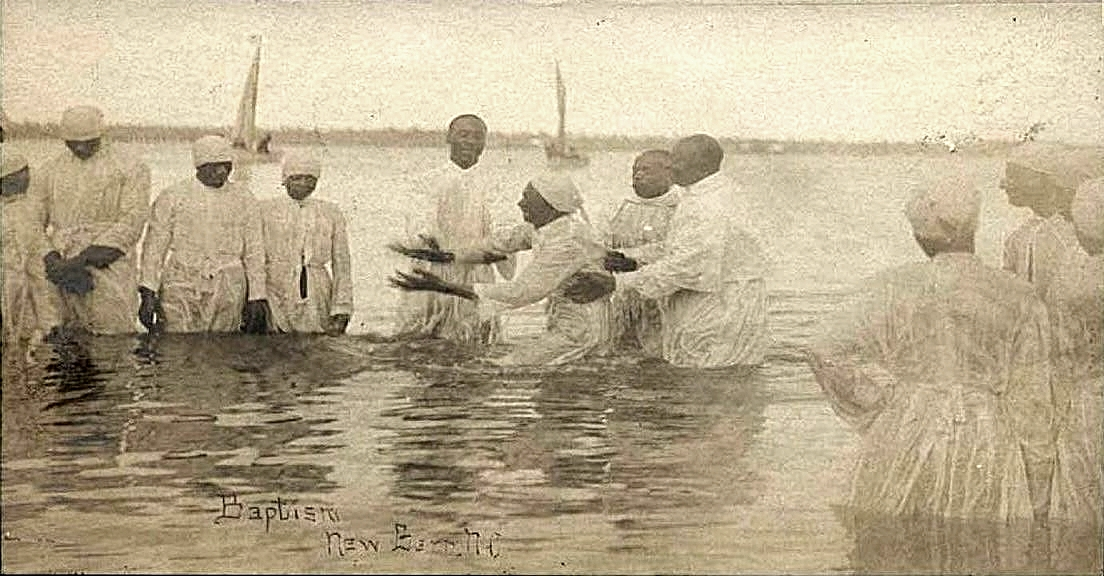
Batismo num rio, por submersão, em Carolina do Norte, na virada do século XX

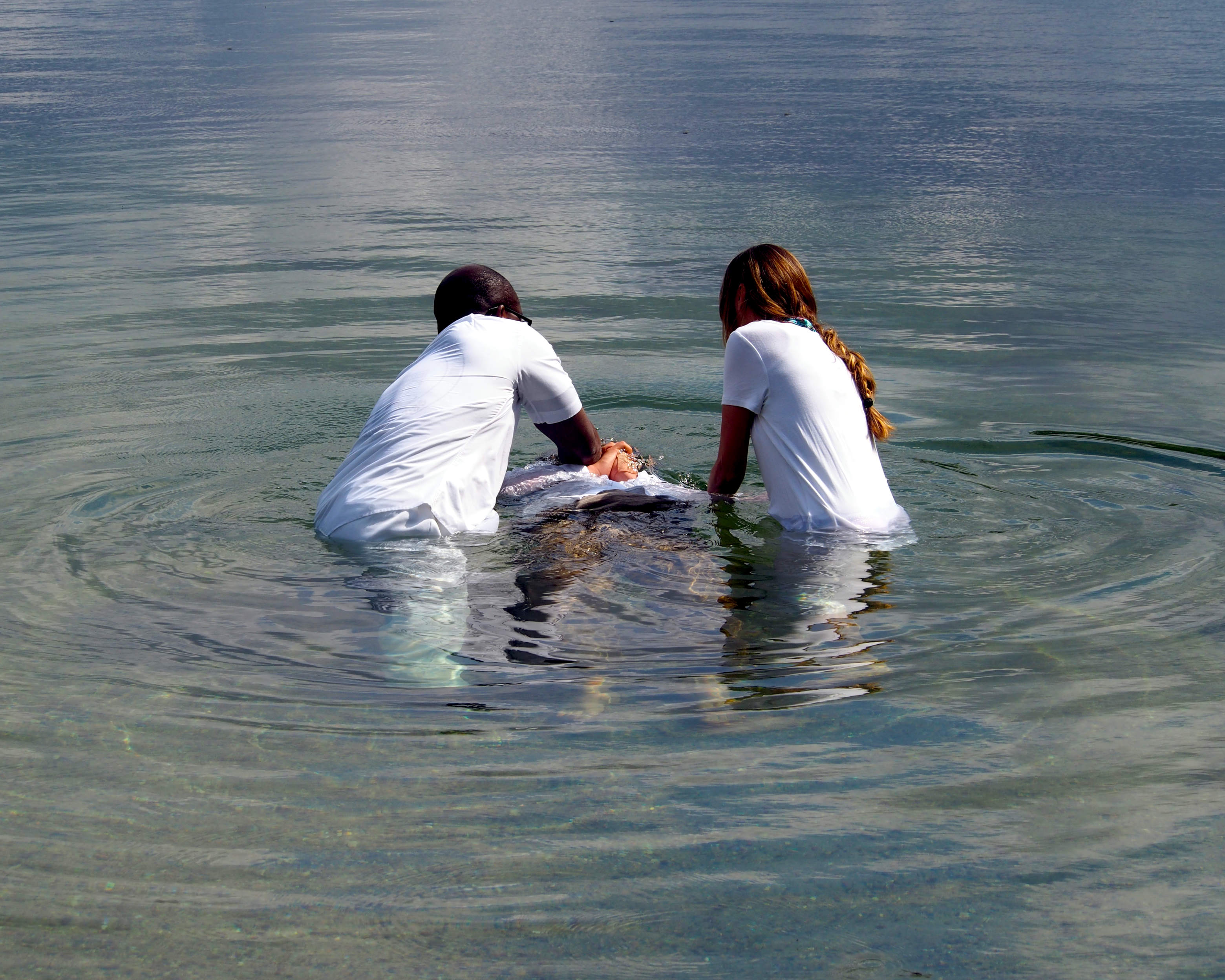
Batismo em águas abertas no século XXI

Teólogos cristãos, como John Piper usam várias partes do Novo Testamento para apoiar a imersão total (submersão) como o símbolo pretendido:
| “ | 1) O significado da palavra baptizo no grego é, essencialmente, "mergulhar" ou "imergir", não aspergir, 2) As descrições de batismos no Novo Testamento sugerem que as pessoas desceram às águas para serem imersos, sendo que a água poderia ser trazida a eles em um recipiente para ser aspergida ou derramada («na Jordânia» (Mateus 3:6); «ele subiu para fora da água» (Mateus 3:16); «muita água havia» (João 3:23); «caiu na água» (Atos 8:38)). 3) A imersão se encaixa no simbolismo de ser enterrado com Cristo (Romanos 6:1–4, Colossenses 2:12). | ” |

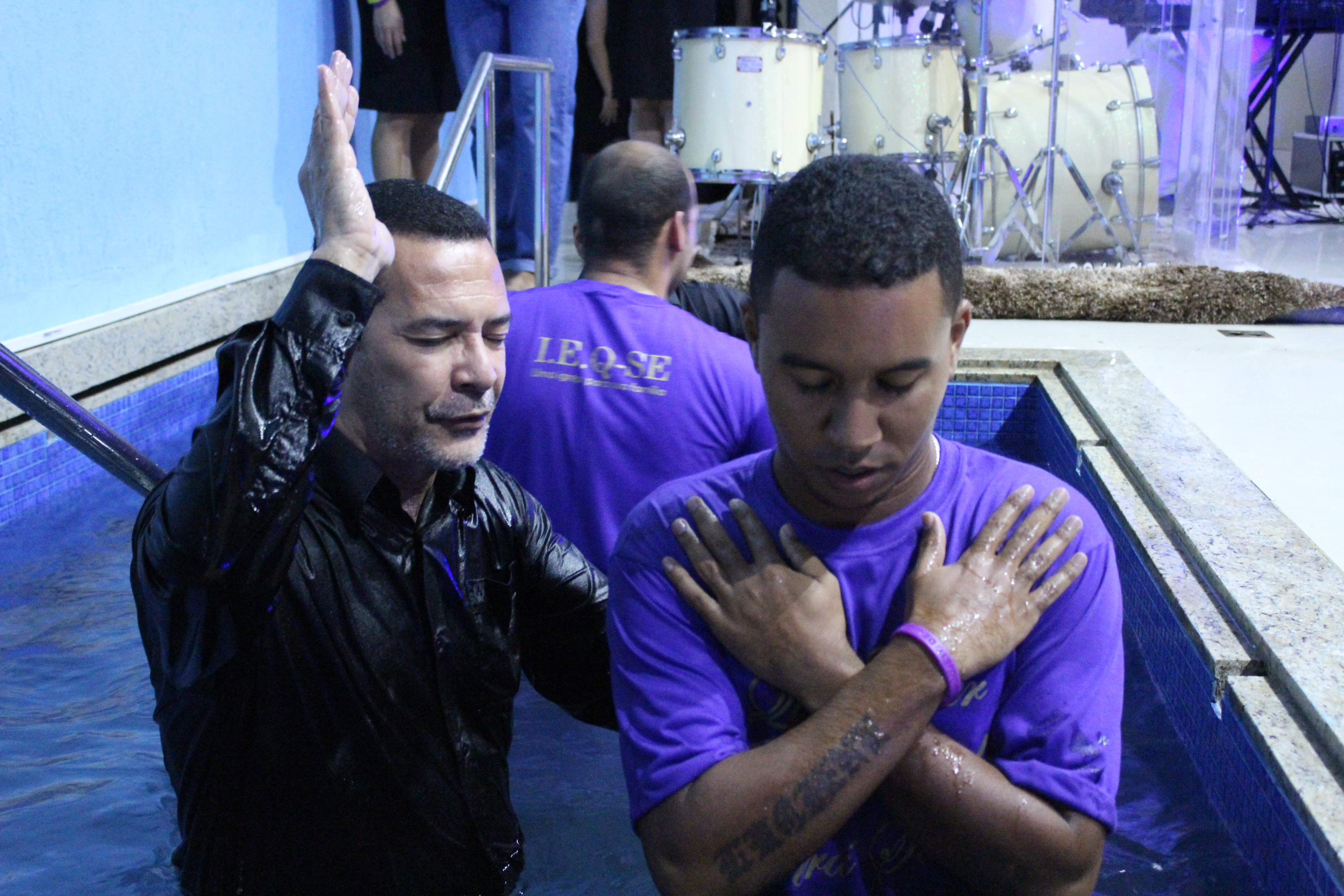
Batismo do crente por imersão na Igreja Quadrangular de Aracaju, Brasil, 2015

Piper afirma que o batismo se refere à redução física dentro da água e aumento na fé em parte por causa da reflexão deste símbolo em (Colossenses 2:12), que diz que "tendo sido sepultados com ele no batismo, e levantou com ele através de sua fé no poder de Deus, que ressuscitou dentre os mortos pela glória do Pai, assim também nós possamos caminhar em novidade de vida ". 